# Кучерова, Ленка
Ле́нка Куче́рова (чеш. Lenka Kučerová; род. 13 июля 1984) — чешская кёрлингистка.
Играет в основном на позиции второго.
Начала заниматься кёрлингом в 1996 в возрасте 12 лет.

## Достижения
- Чемпионат Чехии по кёрлингу среди женщин: золото (2004, 2005, 2006, 2009), серебро (2003, 2008), бронза (2007).
- Чемпионат Чехии по кёрлингу среди юниоров: золото (2000, 2001, 2005), серебро (1997, 2003), бронза (1998, 2004).

## Команды
| Сезон                                          | Четвёртый           | Третий              | Второй             | Первый              | Запасной                                            | Турниры                              |
| ---------------------------------------------- | ------------------- | ------------------- | ------------------ | ------------------- | --------------------------------------------------- | ------------------------------------ |
| 1995—96                                        | Kateřina Samueliová | Michaela Wagnerová  | Ленка Кучерова     | Barbora Schmidová   |                                                     | ЧЧЮ 1996 (4 место)                   |
| 1996—97                                        | Kateřina Samueliová | Michaela Wagnerová  | Ленка Кучерова     | Barbora Schmidová   | Renata Hedvíková                                    | ЧЧЮ 1997                             |
| 1997—98                                        | Kateřina Samueliová | Michaela Wagnerová  | Ленка Кучерова     | Barbora Schmidová   | Renata Hedvíková                                    | ЧЧЮ 1998                             |
| 1998—99                                        | Kateřina Samueliová | Michaela Wagnerová  | Ленка Кучерова     | Barbora Schmidová   | Renata Hedvíková                                    | ЧЧЮ 1999 (4 место)                   |
| 1999—00                                        | Ленка Даниелисова   | Jana Jelínková      | Ivana Lužaičová    | Jana Majerová       | Lucie Pokorná, Ленка Кучерова                       | ЧЧЮ 2000                             |
| 2000—01                                        | Ленка Даниелисова   | Гана Синачкова      | Ленка Кучерова     | Jana Jelínková      | Katerina Samueliova тренер: Бьорн Шрёдер            | ЧМЮ-Б 2001 (4 место)                 |
| 2000—01                                        | Ленка Даниелисова   | Jana Jelínková      | Гана Синачкова     | Яна Шиммерова       | Ленка Кучерова                                      | ЧЧЮ 2001                             |
| 2001—02                                        | Гана Синачкова      | Ленка Даниелисова   | Ленка Кучерова     | Jana Jelínková      | Яна Шиммерова                                       | ЧМЮ-Б 2002                           |
| 2001—02                                        | Ленка Даниелисова   | Каролина Пиларова   | Jana Bělohlávková  | Яна Шиммерова       | Ленка Кучерова                                      | ЧЧЮ 2002 (4 место)                   |
| 2002—03                                        | Michaela Wagnerová  | Barbora Schmidtová  | Катержина Урбанова | Kateřina Samueliová | Ленка Кучерова                                      | ЧЧЮ 2003                             |
| 2002—03                                        | Гана Синачкова      | Ленка Китцбергерова | Каролина Пиларова  | Jana Jelínková      | Ленка Кучерова                                      | ЧЧЖ 2003                             |
| 2003—04                                        | Ленка Кучерова      | Kamila Samková      | Gabriela Romanová  | Adéla Čaňová        | Камила Мошова, Tereza Petruželková, Eva Buttorazová | ЧЧЮ 2004                             |
| 2003—04                                        | Гана Синачкова      | Ленка Китцбергерова | Ленка Кучерова     | Jana Jelínková      | Каролина Пиларова                                   | ЧЧЖ 2004                             |
| 2004—05                                        | Гана Синачкова      | Ленка Даниелисова   | Ленка Кучерова     | Jana Jelínková      | Каролина Пиларова тренер: Vít Nekovařík             | ЧЕ 2004 (10 место)                   |
| 2004—05                                        | Ленка Кучерова      | Kamila Samková      | Мартина Стрнадова  | Adéla Čaňová        | Камила Мошова, Eva Málková                          | ЧЧЮ 2005                             |
| 2004—05                                        | Гана Синачкова      | Ленка Даниелисова   | Ленка Кучерова     | Каролина Пиларова   |                                                     | ЧЧЖ 2005                             |
| 2005—06                                        | Гана Синачкова      | Ленка Даниелисова   | Ленка Кучерова     | Каролина Пиларова   | Камила Мошова                                       | ЧЕ 2005 (12 место)                   |
| 2005—06                                        | Гана Синачкова      | Ivana Danielisová   | Ленка Кучерова     | Каролина Пиларова   |                                                     | ЧЧЖ 2006                             |
| 2006—07                                        | Гана Синачкова      | Ленка Даниелисова   | Ленка Кучерова     | Каролина Пиларова   | Михала Соуградова тренер: Суне Фредериксен          | ЧЕ 2006 (8 место) ЧМ 2007 (11 место) |
| 2006—07                                        | Гана Синачкова      | Ivana Danielisová   | Ленка Кучерова     | Каролина Пиларова   | тренер: Суне Фредериксен                            | ЧЧЖ 2007                             |
| 2007—08                                        | Гана Синачкова      | Ivana Danielisová   | Pavla Rubášová     | Каролина Пиларова   | Ленка Кучерова тренер: Суне Фредериксен             | ЧЧЖ 2008                             |
| 2008—09                                        | Sárka Doudová       | Камила Мошова       | Ленка Кучерова     | Луиза Иллькова      | Eva Stampachova тренер: Карел Кубешка               | ЗУ 2009 (5 место)                    |
| 2008—09                                        | Гана Синачкова      | Ленка Китцбергерова | Pavla Rubášová     | Ленка Кучерова      | Каролина Пиларова                                   | ЧЧЖ 2009                             |
| 2009—10                                        | Гана Синачкова      | Ленка Китцбергерова | Pavla Rubášová     | Каролина Пиларова   | Ленка Кучерова тренер: Ben Wiegers                  | ЧЕ 2009 (14 место)                   |
| 2009—10                                        | Гана Синачкова      | Ленка Китцбергерова | Pavla Rubášová     | Ленка Кучерова      | Каролина Пиларова                                   | ЧЧЖ 2010 (4 место)                   |
| Кёрлинг среди смешанных команд (mixed curling) |                     |                     |                    |                     |                                                     |                                      |
| 1999—00                                        | Petr Štěpánek       | Ленка Даниелисова   | Aleš Prchlík       | Jana Stárková       | Ленка Кучерова                                      | ЧЧСК 2000 (12 место)                 |
| 2009—10                                        | Якуб Бареш          | Ленка Китцбергерова | Индржих Китцбергер | Michaela Nádherová  | Иржи Снитил Ленка Кучерова                          | ЧЕСК 2009 (4 место)                  |

(скипы выделены полужирным шрифтом)